# Giovanna Castro
Giovanna Castro (Lima, 14 de septiembre de 1976) es una actriz cómica, locutora e imitadora peruana, conocida por haber sido parte de la conducción del programa radial Los chistosos de RPP y de espacios humorísticos de televisión. 

## Biografía
Proveniente de una familia de clase media, comenzó su carrera artística en el año 1995, al formar parte del elenco principal del programa humorístico El torpedo. Pero fue hasta 1999, cuando alcanzaría al estrellato como actriz cómica del otro formato Risas de América, donde se destacó gracias a sus personajes cómicos.
Fuera de su faceta cómica, obtendría unas breves participaciones en la ficción, dentro del reparto principal de las telenovelas peruanas 24 minutos (1995), Malicia (1995), Chacalón: El ángel del pueblo (2005) y Los Barriga (2008-2009).
En el año 2001, asume la coconducción del espacio cómico radial Los chistosos por la emisora RPP y compartió roles junto a los otros humoristas Guillermo Rossini, Manolo Rojas, Fernando Armas y su expareja sentimental Hernán Vidaurre. Durante su etapa en la radio, se destacó por su imitaciones a las celebridades del medio local como la excongresista Luz Salgado, la modelo Tilsa Lozano y la presentadora Janet Barboza.
Volvió a trabajar con Rossini y Vidaurre dentro del reparto de la comedia El noticioso para el canal Red Global durante el periodo 2011-2013. En el año 2013 fue invitada junto a Vidaurre en el programa concurso Yo soy, donde ambos imitaron a los cantantes Ricardo Arjona y Gaby Moreno.
Ya para el año 2016, se suma al elenco del proyecto televisivo Paren esa vaina por la televisora Panamericana,[cita requerida] y coprotagoniza la película cómica El candidato, interpretando a la asesora de Ego Pereira.
Se incursiona como cantante en 2020, lanzando su álbum inédito ¡Feliz navidad! en formato de villancicos y contó con la presencia de Lord Xensez como productor musical.
En el año 2022, participó en la coconducción del magacín Arriba mi gente, donde se destacó por su imitación a la modelo y presentadora Sheyla Rojas.

## Créditos

### Televisión
- El torpedo (1995-1998), actriz cómica y varios roles.
- Malicia (1995), reparto principal.
- 24 minutos (1995), reparto principal.
- Risas de América (1999-2002), actriz cómica.
- Noti-ríase (2003-2004), actriz cómica y varios roles.
- Chacalón: El ángel del pueblo (2005), Pancha (reparto principal).
- Los Barriga (2008-2009), Patty.
- El noticioso (2011-2013), actriz cómica e imitadora.
- Yo soy (2013), invitada especial e imitadora de Gaby Moreno.
- Paren esa vaina (2016-2017), actriz cómica.
- Arriba mi gente (2023), presentadora invitada.
- El gran chef famosos (2024), invitada especial.

### Cine
- El candidato (2016), Asesora de Ego.

### Radio
- Los chistosos (desde 2001), presentadora – RPP.